# Alexander II. (Makedonien)
Alexander II. (altgriechisch Ἀλέξανδρος Aléxandros; † 368 v. Chr.), der älteste Sohn des Amyntas III. und der Eurydike, wurde nach dem Tod seines Vaters von etwa 370 bis 368 v. Chr. König von Makedonien. Er war der ältere Bruder der späteren makedonischen Könige Perdikkas III. und Philipp II.

## Leben
Bald nach seiner Thronbesteigung wurde Alexander II. vom Adelsgeschlecht der Aleuaden in Larisa zur Unterstützung gegen den Tyrannen Alexander von Pherai nach Thessalien gerufen. Mit einer Streitmacht marschierte der noch jugendliche König darauf nach Thessalien, erlangte Kontrolle über Larisa und belagerte deren Zitadelle, die er nach einiger Zeit auch einnehmen konnte. Krannon konnte Alexander II. ebenfalls erobern. Zwar hatte er den thessalischen Städten zugesagt, ihnen die Unabhängigkeit zu verschaffen; da er aber in Thessalien festen Fuß fassen wollte, legte er entgegen seinem Versprechen makedonische Besatzungen in die von ihm eingenommenen Städte und behielt sie für sich. Der Tyrann Alexander musste sich nach Pherai zurückziehen.
Dieses militärische Unternehmen König Alexanders II. war allerdings nicht im Sinne Thebens, der führenden griechischen Militärmacht jener Zeit. Der von Thessalern zu Hilfe gerufene General Pelopidas vertrieb die Makedonen aus Larisa und bemühte sich, den thebanischen Einfluss auch im Norden Thessaliens geltend zu machen. Inzwischen hatte in Makedonien, während der König noch in Thessalien beschäftigt gewesen war, sein Schwager Ptolemaios von Aloros, angeblich mit Hilfe von Alexanders Mutter Eurydike, rebelliert. Ptolemaios plante, die Herrschaft an sich zu reißen. In der Folge brach zwischen ihm und Alexander II. ein Krieg aus. Beide Streitparteien riefen Pelopidas als Schiedsrichter an. Dieser setzte durch, dass Alexander II. von seinem Widersacher als rechtmäßiger König Makedoniens anerkannt wurde, doch sind die näheren Bedingungen dazu unbekannt. Pelopidas nahm auch mehrere Geiseln nach Theben mit. Unter diesen soll sich laut den antiken Autoren Diodor und Plutarch auch Alexanders jüngster Bruder, der spätere König Philipp II., befunden haben. Der Althistoriker Hermann Bengtson vertritt hingegen die Meinung, dass die Geiselstellung Philipps erst 367 v. Chr., also nach der Regierungszeit Alexanders II., erfolgte sei.
Alexander II. sah die Westgrenze seines Reichs durch die Illyrer bedroht; er musste ihnen Tribute zahlen. Er war von Pelopidas’ Heer beeindruckt und gründete die Pezhetairoi. Aber er konnte sich seiner Herrschaft nicht mehr lange erfreuen. Ptolemaios von Aloros ließ ihn, nach einigen Quellen angeblich von Eurydike angestiftet, bei einem Fest, zu dem die Aufführung eines Waffentanzes gehörte, wohl im Jahr 368 v. Chr. umbringen. Demosthenes nennt Apollophanes als einen von Alexanders Mördern.